# Estação Ferroviária de Galante
A Estação Ferroviária de Galante (anteriormente Estação Ferroviária Álvaro Machado) é uma estação ferroviária localizada no distrito de Galante, município de Campina Grande, Paraíba. Inaugurada em 2 de outubro de 1907 e preservada, sendo um dos destinos do "Trem Forroviário" durante o São João de Campina Grande.
A referida estação integrava o ramal de Campina Grande, que inicialmente partia desde Itabaiana até a cidade de Campina Grande e depois de concluída a ligação entre Sousa-Pombal, Pombal-Patos e Patos-Campina, ligou-se com o Ceará.

## Histórico
Em 1907 foi inaugurada a estação, integrando o ramal de Campina Grande, que partia da ferrovia da Great Western, que ligava Recife a Natal. O ramal da Paraíba foi prolongado de Sousa até Patos, em 1944 e em 1958, completou a ligação férrea entre o Ceará e a Paraíba ou Pernambuco.
O transporte regular de passageiros não acontecia na linha desde os anos de 1980 e a estação foi oficialmente desativada para o transporte regular de cargas e passageiros, no ano de 1997.
Após a desativação do transporte regular de passageiros, a estação passou a ser destino do "trem forroviário", um passeio ferroviário que é realizado durante o mês de junho, como parte das comemorações do São João de Campina Grande, ao som de bandas de forró, com origem na Estação Ferroviária de Campina Grande e um percurso de 22 quilômetros até o distrito.

## Localização e estrutura
Localiza-se no centro da zona urbana do distrito de Galante, à altura do quilômetro 203 do Ramal de Campina Grande, à uma altitude de 373 metros acima do nível do mar. Tinha como estações próximas a de Massapé e a de Ingá.
O prédio centenário da estação conta com aproximadamente 440 metros quadrados (m²) de área coberta, contanto com bilheteria, residência do agente, caixa d'água e um galpão, construído para abrigar equipamentos e operários. Situa-se próxima da principal Igreja do distrito, sendo possível encontrar nas cercanias restaurantes regionais, farmácias, padarias e um mercado público.

## Projeto de VLT
A estação está incluída no projeto do Veículo Leve Sobre Trilhos de Campina Grande (VLT de Campina Grande), que se implantado, promete ser uma ligação rápida e de baixo custo entre o distrito, o aeroporto e diversos bairros de Campina Grande, podendo chegar até a Estação Ferroviária de Puxinanã.